# Apamea festiva
Apamea festiva là một loài bướm đêm trong họ Noctuidae.